# Prąd Kurylski
Prąd Kurylski (jap. 親潮 Oya-shio; dosł. "prąd macierzysty") – zimny, powierzchniowy, kurylski prąd oceaniczny, płynący z północy na południe wzdłuż półwyspu Kamczatka i Wysp Kurylskich. U wschodnich wybrzeży Wysp Japońskich napotyka odnogę Prądu Japońskiego.